# Nikolaj Coster-Waldau
Nikolaj Coster-Waldau [nekolaɪ̯ kʰɒstɐ ˈvæltaʊ̯] est un acteur danois, né le 27 juillet 1970 à Rudkøbing (Langeland).
Il se fait connaître grâce au rôle de Jaime Lannister dans la série télévisée Game of Thrones.

## Biographie

### Jeunesse
Nikolaj Coster-Waldau naît le 27 juillet 1970 à Rudkøbing, en Langeland. Ses parents sont Hanne Søborg Coster et Jørgen Oscar Fritzer Waldau. Il grandit à Tybjerg entouré par deux sœurs plus âgées.

### Carrière

#### Débuts d'acteur et progression (années 2000)
Nikolaj Coster-Waldau apprend le métier d'acteur à l'âge de 19 ans à l'École nationale de théâtre du Danemark. Il fait ses débuts sur les planches au Betty Nansen Teatret en interprétant le rôle de Laërte dans Hamlet de William Shakespeare. Après quelques apparitions dans d'autres pièces, il commence une carrière à la télévision et joue dans des séries danoises. En 1994, il joue dans le film Le Veilleur de nuit (Nattevagten) et devient célèbre au Danemark.
En 2001, il est choisi par Ridley Scott pour jouer le rôle de Gary Gordon dans le film de guerre La Chute du faucon noir, qui voit évoluer la jeune garde du cinéma hollywoodien. Le cinéaste le recrute pour un autre projet, l'épopée Kingdom of Heaven, portée par Orlando Bloom.
En 2002, il joue pour la première fois dans un film français Vingt-quatre heures de la vie d'une femme de Laurent Bouhnik, aux côtés d'Agnès Jaoui. Dans ce film, il interprète le rôle d'Anton, un joueur compulsif.
En 2010, il est choisi pour interpréter Jaime Lannister, le « régicide », dans la série Game of Thrones, adaptée des romans Le Trône de fer de George R. R. Martin. La série connaît un succès critique et commercial à l'échelle mondiale et fait de ses comédiens des stars. Entre deux saisons, il tourne plusieurs longs-métrages.

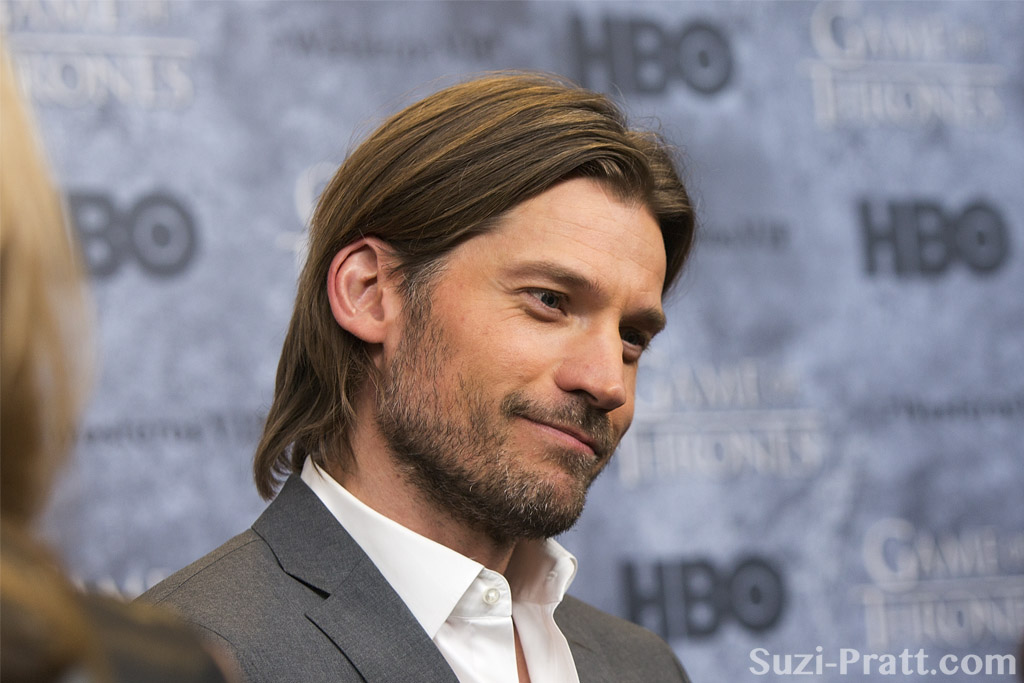
L'acteur à la première de la troisième saison de Game of Thrones.

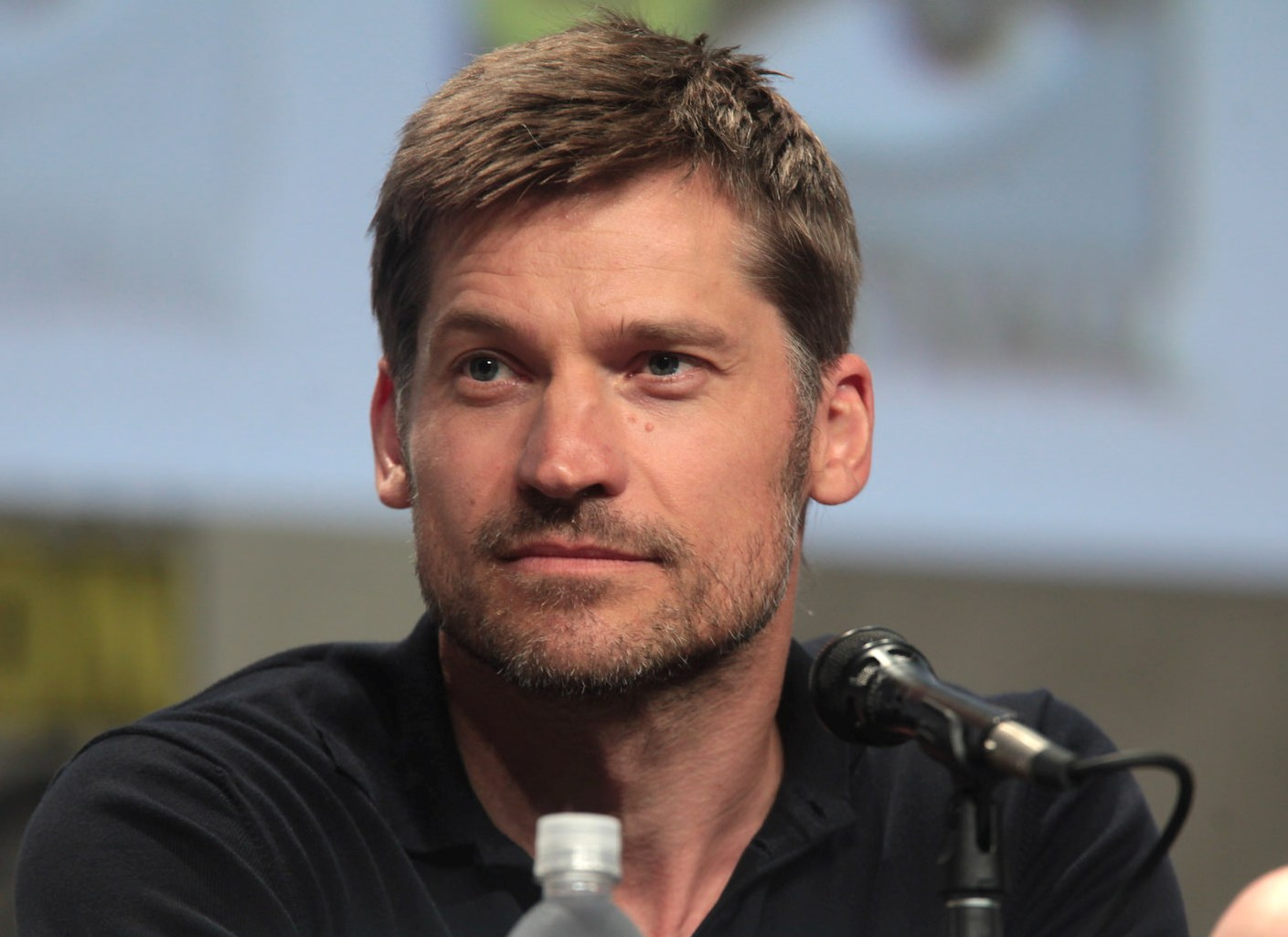
Puis au San Diego Comic-Con 2014, pour la promotion de la quatrième saison.

#### L'aprèsGame of Thrones(années 2010)
En 2012, Nikolaj Coster-Waldau partage l'affiche du film d'horreur hispano-canadien Mama, écrit et réalisé par Andrés Muschietti, avec Jessica Chastain ; en 2013, il tient un second rôle dans le blockbuster de science-fiction Oblivion, de Joseph Kosinski, porté par Tom Cruise. Puis il joue de sa plastique dans la comédie Triple alliance, réalisée par Nick Cassavetes, où il joue un homme fréquentant simultanément trois femmes incarnées par Cameron Diaz, Leslie Mann et Kate Upton.
L'année 2015 est marquée par la sortie du drame norvégien L'Épreuve, tourné en 2012, dont il partage l'affiche avec la Française Juliette Binoche, qui joue une photographe de guerre contrainte de choisir entre sa famille et son travail. L'acteur porte aussi le thriller danois A Second Chance, réalisé par Susanne Bier.
L'année 2016 est marquée par la sortie de la grosse production hollywoodienne Gods of Egypt, réalisée par Alex Proyas, où l'acteur incarne Horus face à Gerard Butler dans le rôle de Seth.
En 2017, il porte le thriller indépendant norvégien L'Exécuteur, écrit et réalisé par Ric Roman Waugh, puis en 2019, le film d'action Domino, mis en scène par Brian De Palma.

### Vie privée
Nikolaj Coster-Waldau est marié depuis 1997 à Nukâka Coster-Waldau (née Sascha Nukaka Motzfeldt), chanteuse et ancienne Miss Groenland, avec qui il a deux filles, Safina et Filippa.
En 2020, pendant la pandémie de Covid-19 au Danemark, elle[Qui ?] participe à la 17e saison de Vild med dans.
En novembre 2024, dans l’émission « En særlig samtale » de DR, il déclare avoir découvert à la suite d'un test ADN que son père n’était pas son père biologique. Son père biologique serait Kjeld Veirup, ancien directeur l’école de cinéma d’Ebeltoft et l’un des fondateurs de la section documentaire de DR. Il déclare que cette information l’a profondément choqué.

## Filmographie

### En tant qu'acteur

#### Cinéma
- 1994 : Le Veilleur de nuit (Nattevagten) d'Ole Bornedal : Martin
- 1995 : Lyse tider de Palle Kjærulff-Schmidt (court métrage)
- 1995 : Who's Hitler? de Nikolaj Cederholm (court métrage) : Nattevagten
- 1997 : Bent de Sean Mathias : Wolf
- 1997 : Hemmeligheder de Jørn Faurschou : Mads
- 1998 : La Nuit des vampires (Nattens engel) de Shaky González : Frankie
- 1998 : Vildspor de Simon Staho : Ossy
- 1999 : Antenneforeningen de Søren Fauli : Rocker
- 1999 : Misery Harbour de Nils Gaup : Espen Arnakke
- 2000 : På fremmed mark d'Aage Rais-Nordentoft : Holt
- 2001 : Enigma de Michael Apted : Puck
- 2001 : La Chute du faucon noir (Black Hawk Down) de Ridley Scott : Sergent Gary Gordon
- 2002 : Vingt-quatre heures de la vie d'une femme de Laurent Bouhnik : Anton
- 2003 : Manden bag døren de Jesper W. Nielsen : Svend
- 2003 : My Name Is Modesty : A Modesty Blaise Adventure de Scott Spiegel : Miklos
- 2003 : Rembrandt de Jannik Johansen : Kenneth
- 2004 : Den gode strømer de Lasse Spang Olsen : Sune
- 2004 : La Plus Belle Victoire (Wimbledon) de Richard Loncraine : Dieter Prohl
- 2005 : Kingdom of Heaven de Ridley Scott : le shériff
- 2005 : 1520 par le sang du glaive (The Headsman ou Shadow of the Sword) de Simon Aeby : Martin
- 2006 : Firewall de Richard Loncraine : Liam
- 2006 : Supervosken de Christina Rosendahl : Martin
- 2007 : De unge år: Erik Nietzsche sagaen del 1 de Jacob Thuesen : Sammy
- 2007 : Himmerland de James Barclay : Thomas
- 2007 : The Baker de Gareth Lewis : Bjorn
- 2007 : Underbar och älskad av alla (och på jobbet går det också bra) de Hannes Holm : Micke
- 2008 : La Rébellion de Kautokeino de Nils Gaup : évêque Juell
- 2011 : Blackthorn de Mateo Gil : Butch Cassidy jeune
- 2011 : Headhunters (Hodejegerne) de Morten Tyldum : Clas Greve
- 2012 : Mama d'Andrés Muschietti : Lucas
- 2013 : Oblivion de Joseph Kosinski : Sykes
- 2014 : Triple alliance (The Other Woman) de Nick Cassavetes : Mark
- 2015 : L'Épreuve (Tusen ganger god natt) d'Erik Poppe : Marcus
- 2015 : A Second Chance (En chance til) de Susanne Bier : Andreas
- 2016 : Gods of Egypt d'Alex Proyas : Horus
- 2017 : L'Exécuteur (Shot Caller) de Ric Roman Waugh : Jacob / Money
- 2019 : Suicide Tourist (Selvmordsturisten) de Jonas Alexander Arnby : Max
- 2019 : Domino : La Guerre silencieuse (Domino) de Brian De Palma : Christian

- 2020 : The Silencing de Robin Pront : Rayburn Swanson
- 2021 : A Taste of Hunger de Christoffer Boe : Carsten
- 2022 : Perdus dans l'Arctique (Against the Ice) de Peter Flinth : Ejnar Mikkelsen (également scénariste et producteur)
- 2023 : The Flash d'Andrés Muschietti : le passant qui se fait voler sa pizza (caméo)
- 2023 : God Is a Bullet de Nick Cassavetes : Bob
- 2023 : Le Veilleur de nuit : L’Héritage (Nattevagten - Dæmoner går i arv) d'Ole Bornedal : Martin

#### Télévision
- 1993 : Slaget på tasken de Thomas Vinterberg : Christian
- 1997 : Jacobs liste de Lars Mortensen : Jacob
- 2000 : Lock, Stock... : Jordi (épisode 1)
- 2006 : Filthy Gorgeous de Robert Allan Ackerman : Alex
- 2008 : New Amsterdam : John Amsterdam
- 2009 : Virtuality : Le Voyage du Phaeton : Frank Pike
- 2009 : Le gang des braqueurs : la révolution à main armée : Jan Weimann
- 2011-2019 : Game of Thrones : Jaime Lannister (55 épisodes)
- 2017 : Small Crimes : Joe Denton
- 2023 : The Last Thing He Told Me : Owen Michaels / Ethan (7 épisodes)

### En tant que scénariste
- 1998 : Vildspor de Simon Staho
- 2022 : Perdus dans l'Arctique (Against the Ice) de Peter Flinth

## Voix francophones
En version française, Nikolaj Coster-Waldau est d'abord doublé à titre exceptionnel par Guillaume Lebon dans La Plus Belle Victoire, Jean-Michel Fête dans Kingdom of Heaven et Yann-Herlé Gourves dans Blackthorn, tandis qu' Alexis Victor le double en 2009 dans Virtuality : Le Voyage du Phaeton et en 2011 dans Headhunters.
Le doublant une première fois dans La Chute du faucon noir en 2001, Damien Boisseau est la voix de Nikolaj Coster-Waldau dans la quasi-totalité de ses apparitions à partir de la série  Game of Thrones en 2011. Il le retrouve dans L'Épreuve, Gods of Egypt, L'Exécuteur, Domino : La Guerre silencieuse ou encore The Silencing'. En parallèle, il est doublé par Jérémie Covillault dans Oblivion, Boris Rehlinger dans Perdus dans l'Arctique et Franck Dacquin dans Le Prix de la vengeance.

## Distinctions et récompenses
- Ove Sprogøe Prisen 2017[4]